# Merker und Fischer
Merker und Fischer GmbH (Marke: „M+F“) war ein Modellbahnhersteller aus Fürstenfeldbruck bei München, der besonders auf Kleinserienbausätze und Zurüstteile für Großserienmodelle („supern“) spezialisiert war. Die Firma wurde im August 1968 (Eintragung der GmbH)  vom Textilkaufmann und Modell-Selbstbau-Enthusiasten Herrmann Merker und dem Unternehmer Detlef Fischer, der den Modellbaubedarf Redlin in München übernommen hatte, gegründet, nachdem die von Hrn. Merker gebaute Lokomotive (bayer D VI) auf der Spielwarenmesse Nürnberg 1967 ausreichend Interesse fand. Zur Unternehmensgründung wurde der Zulieferer Heinzl übernommen, dessen Gründer überraschend verstorben war. Fischer schied 1976 aus dem Unternehmen aus.

## Kleinserien-Modelle (Metallguss)
Ab 1969 wurden die ersten Kleinserienbausätze (Wismarer Schienenbus, V 20 etc.) und Zurüstsätze gefertigt, überwiegend in Nenngröße H0, es gab aber Sondierungen in andere Nischensegmente wie z. B. Nm = 1000 mm Schmalspur in Spur N oder MMT (Multi Micro Train, eine 600-mm-Bergwerks- und Lorenbahn in H0f) unter Zuhilfenahme von Teilen der Spur Z.
Das Angebot war zeitweise sehr umfangreich mit bis zu einem Dutzend gleichzeitig erhältlicher Modelle. Dazu kamen die legendären Superzurüstsätze, die auch für Standardmodelle der Großserienhersteller angeboten wurden. Mit diesen konnten viele der damals oft noch recht einfachen Industriemodelle auf einen hohen bis sehr hohen, bis dahin nicht für möglich gehaltenen Reichtum an Details gebracht werden. Durch die verschiedenen Teile- und Zurüstsätze sowie sehr umfangreiche Beschriftungsbögen für viele Variationen ergab sich eine breite Modellpalette. Dazu kam das Sortiment an Einzelteilen (Feinguss) zum Bauen und Supern von Fahrzeugen. Es stammte zunächst von Heinzl, wurde aber von M & F sehr stark ausgebaut.
Das Programm an eigenständigen Modellen umfasste gängige Vorbilder, etwa nach Standardlokomotiven der Preußischen Staatsbahn, die zu Reichsbahn und Bundesbahn kamen, wie die preußische G 10 (DRB-/DB-Baureihe 57) oder die preußische T 16.1 (DRB-/DB-Baureihe 94.5-17) ebenso wie Exoten, beim Vorbild wenig verbreitet gewesene, aber originelle Typen. Auch bayerische Typen wie die bayerische GtL 4/4 (DRB-/DB-Baureihe 98.8-9) oder den so genannten Glaskasten (bayerischer PtL 2/2), der aus dem Programm der Firma Heinzl übernommen worden war. Dazu gehörte auch ein württembergischer DW (Dampftriebwagen).
Markt und Zielgruppe für die Tätigkeit von M & F waren offensichtlich und klar umrissen: Seinerzeit beherrschten die Hersteller von Spielzeug-Modellbahnen den Markt. Deren Ausführung von Modellen war im Zweifel teils eher grob, in jedem Fall vereinfacht, teils stimmte die Maßstäblichkeit nicht. So produzierte der Hersteller Fleischmann damals noch im Maßstab 1:82 statt – wie dies rechnerisch sinnvoll gewesen wäre – im offiziellen Größenverhältnis 1:87 für die Nenngröße HO. Neuheiten waren insgesamt nur spärlich und in sehr langsamen Schritten zu erwarten. Sehr viele Modellbahner und Modellbauer besaßen damals schon von Berufs wegen noch feinhandwerkliche Fähigkeiten, insbesondere Kenntnisse in der Metallbearbeitung und Metallwerkstoffkunde. Der Wirtschaftsaufschwung ab 1969 begünstigte den Markt. M & F beschickte den Markt in äußerst rascher Folge mit lang ersehnten Modellen, wenn auch als hochpreisige Metallbausätze. Die Ausführung war hochwertig, so wurden die Fahrzeugrahmen komplett aus Metallspritzguss gefertigt, was den Zusammenbau sehr erleichterte. Speichenräder wurden in bis dahin nicht gekannter Feinheit und Präzision gegossen. Die Antriebstechnik wurde laufend verbessert, insbesondere durch Übergang auf einen elastischen, geräuschdämmenden Antrieb per Gummiriemen. Die Modelle waren wesentlich teurer als Industrieware, jedoch im Verhältnis für das Gebotene angemessen. Die Präzision war sehr gut. Das Kleinteileprogramm an feinsten Modellgussteilen war zu seiner Zeit einzigartig.
Als Pionier unter den Kleinserienherstellern stieg M & F auch in die Fertigung von Modellen aus Kunststoffspritzguss ein. Lediglich der Dampftriebwagen von Heinzl war bereits zuvor mit Kunststoffgehäuse und Fahrwerk ausgestattet worden. So schuf M & F das Modell der Elektrolok der DR-Baureihe E 04 oder das eines Doppeltriebwagens der Bern-Lötschberg-Simplon-Bahn. Wegen der hohen Investitionen waren dies wagemutige Schritte, jedoch mit hoher Qualität der Fertigung und Detaillierung, was den Ruf von M & F bei den Modellbahnern weiter stärkte.
Eine weitere Pionierrolle nahm M & F bei der Fertigung von Modellen nach deutschen Vorbildern von Schmalspurbahnen in der Nenngröße H0e ein. Sehr populär wurde dabei das Kunststoffmodell des Wismarer Schienenbus, jedoch alsbald auch die ebenfalls mit Kunststoffgehäuse erzeugte Kleindiesellok der Jagsttalbahn sowie die dort im Museumsbetrieb zeitweise gefahrene Dampflok Helene. Die beiden Kunststoffmodelle wurden später vom Hersteller Bemo übernommen. Von M & F erhältlich war auch ein Modell der in Sachsen und Württemberg populären Fünfkuppler-Dampflok des Typs sächsische VI K, wie sie auf der Bottwartalbahn fuhr und heute noch auf der Öchsle-Bahn vorhanden ist, sowie in zwei Exemplaren in Sachsen. Der Hersteller Bemo brachte später ein eigenständig entwickeltes Modell dieser Type heraus. M & F hatte auch bereits die Wagentypen der Bottwartalbahn in sein Programm eingeplant und bis zum Verkaufspreis kalkuliert und bekanntgegeben. Dies wurde jedoch fallengelassen, nachdem bekannt wurde, dass die Firma Bemo diese Wagen herausbringen werde.
Die Produktion populärer Modelle, die sich gut verkauften, war für M & F mit großem wirtschaftlichem Risiko verbunden: Es musste stets damit gerechnet werden, dass ein Großserienhersteller unabhängig davon das gleiche Modell herausbringen würde. So hatte M & F das Modell vom Typ preußische P 10 produktionsfertig vorbereitet, als durchsickerte, dass die Firma Rivarossi diese Lok als (gut gemachtes) Kunststoff-Fertigmodell demnächst vorstellen werde, was auch geschah. So wandte sich M & F kurzfristig dem Modell der DR-Baureihe 41 zu, damit die vorbereitete Produktionskapazität genutzt werden konnte.
Die Popularität von M & F in der Modellbahnszene ergab sich auch deshalb, weil Firmenchef Merker ein Freund klarer Worte war und über seine Hauszeitschrift sich offen an seine Kundschaft wandte. Mit Kritik – auch an eigenen Vorgehensweisen – sparte er ebenso nicht wie mit ehrlichen Darlegungen über seine Firmenlage, über Ärger mit Kunden und über sein eigenes Befinden, bis hin zum erlittenen Herzinfarkt wegen seiner ständigen 100-Stunden-Arbeitswoche.
Ab 1976 wandte sich der österreichische Hersteller Roco dem europäischen Markt für Modellbahnen nach deutschen Vorbildern zu. Es war der zweite Hersteller von Modellbahnen im eigentlichen Sinne, nach dem untergegangenen deutschen Hersteller Röwa. Roco fertigte seine Fertigmodelle in Kunststoffspritzguss in einer Ausführung, wie dies bis dahin nur M & F vermocht hatte. Damit war M & F ein massiver Konkurrent erwachsen, zumal bereits das erste Dampflokmodell von Roco, die preußische G 12, eine Nische besetzte, die M & F ein nächstes dankbares Vorbild wegnahm. Zudem hatte M & F als kleiner mittelständischer Betrieb inzwischen stark unter dem rasch steigenden Lohnkostenniveau des Wirtschaftsraumes München zu leiden. Mehrmals in kurzem Abstand musste M & F massive Preiserhöhungen durchsetzen.
Das Ende der Bausatzfertigung kam 1978 mit dem Tode des Urmodellbauers Heinz Kaiser. Im Heft 6 der Hauszeitschrift erklärte der Inhaber Merker den Lesern die Gründe für das Ende der Firma ausführlich:
„[…] ist es jedoch unbedingt erforderlich, alle sechs, spätestens acht Wochen ein neues Modell in Form eines Bausatzes oder Umbau- und Zurüstsatzes herzustellen, um überhaupt die hohen Personalkosten tragen zu können. M + F hat eine Kapazität von 800 bis 1000 Bausätzen monatlich […]“
Die bis dahin gute Wirtschaftlichkeit der Produktion von M & F war, wegen des Fehlens eines Nachfolgers für Heinz Kaiser, nicht zu halten. Die Bausatzfertigung wurde eingestellt, das Lager aufgelöst, die Produktion der Bauteile wurde noch einige Jahre fortgeführt. Anfang der 1980er Jahre verkaufte Hermann Merker Formen und Rechte nach England, hier lief die Produktion eine Zeitlang mit überarbeiten Bausätzen unter dem Namen M&F UK, später gelangten die Formen zu Model Loco.
Bausätze von M & F waren von der Detaillierung ihrer Zeit voraus, die Fertigungsqualität aber schwankend. Das Fahrverhalten ist aus heutiger Sicht oft recht rustikal, dazu kommen erbauerbedingte Ungenauigkeiten. Als Folge sind die meisten Produkte heute ohne Nacharbeiten nur als Standmodelle zu verwenden. Auf dem Gebrauchtmarkt werden aufgrund der hohen Produktionszahlen zahlreiche Bausätze und „verbastelte“ Modelle angeboten, dabei erzielen ungebaute Modelle in der Regel höhere Preise als fertig gebaute Fahrzeuge. Trotz dieser Mängel sind viele Modelle von M & F immer noch sehr beliebt, vor allem die Modelle älterer preußischer Dampfloks. Modelle der G 3/G 4, oder auch der S 10.2 zum Beispiel sind bis heute von keinem anderen Hersteller aufgegriffen worden und damit ohne Alternative.

## Rai-Mo (Kunststoff)
1979/1980 wurden von Pola die als „Pola Maxi“ bekannten Spur-0-Kunststoffbausätze übernommen und durch ein weiteres Lokmodell (E 44) ergänzt. Dazu kamen dann weitere Kunststoffbausätze in H0 sowie die aus dem Konkurs der Firma Röwa übernommene T 3, die als Bausatz wieder aufgelegt wurde.
Dieser Nischenmarkt stellte sich aber als wirtschaftlich nicht tragfähig heraus und so wurde dieser Geschäftszweig 1985 weiterverkauft, die Kunststoffbausätze wurden später vom neuen Eigentümer wieder als Rai-Mo oder Röwa noch einmal aufgelegt.

## Eisenbahn Journal (vormals M+F Journal)
1975 wurde neben der Modellproduktion erstmals auch eine Publikation herausgebracht. Das M+F-Journal erschien im Hermann Merker Verlag; es wurde 1980 in Eisenbahn Journal umbenannt. 1983 wurde es als erste Eisenbahnzeitschrift im Vierfarbdruck produziert. Vorgänger dieser Zeitschrift war das Blatt Modellbahnrevue (MBR), erschienen im G.-Schmidt-Verlag Knittlingen, später Stuttgart. Zunächst war es spätestens ab 1963 als Modellbaurevue erschienen, mit einem Modellbahnteil. Modellbahnredakteur war von Anfang an – stets nebenberuflich – der Stuttgarter Ingenieur und Modellbahner Horst Joachim Obermayer. Anfang 1974 stellte die MBR ihr Erscheinen überraschend ein, unter anderem eine Folge der Ölkrise und des Konkurses des Modellbahnherstellers Röwa, dessen ganzseitige Inserate für die MBR weggefallen waren. Redakteur Obermayer hatte bereits in der MBR die Erzeugnisse von M & F regelmäßig vorgestellt. Hermann Merker gewann Horst J. Obermayer mit seinem kleinen Stab freier Mitarbeiter, ab 1975 für M & F als Redakteure tätig zu werden, womit M & F aus dem Stand heraus über eine zugkräftige Hauszeitschrift mit festem Leserstamm verfügte. Die Auflage stieg von anfänglichen 3000 Stück (1975) bald auf 10.000 (1978) und auf über 20.000 (1980). Der wirtschaftliche Erfolg der Zeitschrift und der unternehmerische Mut zu Investitionen – wie der allmählichen, schließlich vollständigen Einführung des Vierfarbdrucks – festigten die Lage des Verlages rasch. Andererseits war die unternehmerische Doppelbelastung für die Modellbauproduktion und parallel für den Verlag nicht mehr tragbar. Der Zeitpunkt zum Ausstieg aus der Kleinserienproduktion ermöglichte es Hermann Merker zum passenden Zeitpunkt, sich ab dann voll dem Verlagsgeschäft zu widmen.
Horst J. Obermayer war es, der durch seine guten Kontakte zur Modellbahnindustrie einerseits zunächst Doppelentwicklungen zwischen M & F und anderen Herstellern vermeiden konnte und andererseits ein gutes Gespür besaß, welche Modelle vom Markt besonders gewünscht sein könnten. Obermayer trat stets rege für die Belange der Freunde der Schmalspurbahnen im Modell ein und überzeugte Hermann Merker zur Fertigung solcher Modelle. Auch die Idee, das Programm der Fahrzeuge der Bottwartalbahn ins Modell umzusetzen, stammte von Obermayer, da sich die Wagentypen durch die strikt einheitlich aufgebauten Vorbilder sehr gut für eine wirtschaftliche Fertigung als Produktplattform im Modell anboten. Aus diesem Grund hatte Obermayer bereits in der Zeitschrift MBR immer wieder die Vorbilder schmalspuriger Lokomotiven vorgestellt, aber auch ihre Verwirklichung als Modell konstruktiv dargelegt und in vielen Fällen die Modelle bereits selbst gebaut. Obermayer wählte bewusst solche Modelle aus, die sich durch Kompaktheit, Robustheit, die Übernahme bestehender Fahrgestelle oder sonstige Vorzüge besonders für die Erstellung im Modell eigneten. Jedes der Modelle stellte Obermayer mit selbst gefertigten Typenzeichnungen vor, oft kombiniert mit technischen Skizzen, welche die Anfertigung des Getriebes für das Modell zeigten. Auf diese Art nahm Obermayer den Modellbahnern die Scheu vor dem damaligen Eigenbau, erwarb sich jedoch auch großen Respekt durch seine praktische Erfahrung.
Auf der anderen Seite war Horst J. Obermayer aus diesem Grund auch ein geschätzter Ratgeber für andere Modellbahnhersteller, was generell die Wahl von Vorbildern für neue Großserienmodelle betraf. Außerdem stellte er den Herstellern aus seinem Archiv stets bereitwillig Zeichnungen und Fotos zur Verfügung – in einem Zeitalter ohne Internet eine enorm wichtige (und Kosten sparende) Quelle, die oft erst die wirtschaftliche Produktion solcher Modelle ermöglichte.